# Collyria trichophthalma
Collyria trichophthalma là một loài tò vò trong họ Ichneumonidae.